# Mantra del Buddha Śākyamuni
Oṃ muni muni maha munaye swaha è il mantra del Buddha Śākyamuni.

## Descrizione
Il mantra del Buddha Śākyamuni è uno dei più importanti e conosciuti del Buddismo tibetano, insieme ad altri come l'Oṃ Maṇi Padme Hūṃ, associato ad Avalokiteśvara, e l'Oṃ tāre tuttāre ture svāhā, legato a Tārā. In lingua italiana si traduce in: «Capacità, capacità, grande capacità di Colui che è capace tra gli Śākya».
- Oṃ richiede una benedizione atta a purificare corpo, parola e mente, così da ottenere la Buddhità;
- Muni implica la Rinuncia alla sofferenza e alle sue cause, causa prima della purificazione di tutti i difetti, soprattutto l'attaccamento a ogni concetto superstizioso;
- Muni implica invece Bodhicitta, la «Mente del Risveglio»;
- Maha munaye implica Śūnyatā;
- Swaha significa «così sia», e indica l'aspirazione a diventare Buddha, dedicando la propria energia al beneficio di tutti gli esseri senzienti. Si traduce anche in: «Possa il significato del mantra mettere radici nella mia mente».

Come ogni mantra legato alla tradizione tibetana, questo possiede un significato che va oltre parole che lo compongono: i tibetani affermano che l'essenza di ogni mantra va oltre la semplice somma delle sue parti.
Mipham Rinpoche, celebre lama di scuola Nyingma, sostenne che il Buddha raggiunse il Risveglio tramite la potenza del significato di questo mantra, inteso come una vera e propria dhāraṇī, e che in condizioni analoghe Avalokiteśvara divenne il supremo di tutti i bodhisattva: attraverso il semplice ascolto di questo mantra si acquisisce facilmente un vasto cumulo di meriti, e tutti gli oscuramenti karmici vengono purificati. Una sua recitazione rimuove qualsivoglia ostacolo al Risveglio, in tono con gli insegnamenti dei Sutra della Prajñāpāramitā: recitandolo solo una volta, tutte le azioni negative e dannose commesse in ottocentomila kalpa verranno purificate grazie alle qualità sconfinate che possiede in quanto essenza stessa del Buddha.
Om muni muni maha munaye swaha viene interpretato come l'essenza stessa del Buddha, del suo Risveglio e insegnamento, racchiuse nelle sue stesse sillabe, e da cui non è scindibile. È un'intonazione energetica, per cui il praticante può riceverne direttamente l'essenza e i benefici concentrandosi sul significato delle parole o sul semplice suono. Permette peraltro al praticante di sviluppare pienamente le sue qualità interiori e la sua Natura di Buddha. Il Buddismo infatti attribuisce grande importanza alla fiducia nelle proprie capacità: se non si crede nel proprio potenziale, nelle proprie qualità, non si potrà mai raggiungere un traguardo importante.
Il mantra del Buddha Śākyamuni sarebbe peraltro capace di combattere le sfumature negative dell'ego, di aumentare la consapevolezza e il potere delle azioni, oltre che di rinvigorire la motivazione, rendendo in grado di operare a grande beneficio di tutti gli esseri senzienti sparsi per i «Sei Reami», a loro volta purificati dalla recitazione del mantra medesimo.
I tibetani recitano questo mantra più volte ogni giorno, servendosi di una mālā, oppure mentre compiono le circoambulazioni rituali accompagnate dalle prostrazioni attorno agli Stupa.